# Kypello Kyprou (calcio a 5)
La Kypello Kyprou (in greco Κύπελλο Κύπρου) è una competizione calcettistica riservata a squadre maschili affiliate alla Federazione calcistica di Cipro, ente organizzatore della manifestazione. È il secondo torneo di calcio a 5 per importanza a Cipro dopo la massima divisione del campionato nazionale.

## Storia
Come il campionato nazionale, anche la Coppa di Cipro è stata istituita nella stagione 1999-2000 e veniva disputa al termine della stagione con gare di andata e ritorno. La competizione non si è svolta nelle stagioni 2001-2002, 2003-2004 e 2019-2020.

## Albo d'oro
- 1999-2000:  AGBU Ararat (1)
- 2000-2001:  Olympiakos Nicosia (1)
- 2001-2002: non disputata
- 2002-2003:  AGBU Ararat (2)
- 2003-2004: non disputata
- 2004-2005:  AGBU Ararat (3)
- 2005-2006:  Parnassos (1)
- 2006-2007:  GCS Nicosia (1)
- 2007-2008:  AGBU Ararat (4)
- 2008-2009:  AGBU Ararat (5)

- 2009-2010:  AGBU Ararat (6)
- 2010-2011:  Omonia (1)
- 2011-2012:  Omonia (2)
- 2012-2013:  Omonia (3)
- 2013-2014:  APOEL (1)
- 2014-2015:  APOEL (2)
- 2015-2016:  APOEL (3)
- 2016-2017:  AEL Limassol (1)
- 2017-2018:  Omonia (4)
- 2018-2019:  Omonia (5)

- 2019-2020: non disputata
- 2020-2021:  Omonia (6)
- 2021-2022:  APOEL (4)
- 2022-2023:  APOEL (5)
- 2023-2024:  AEL Limassol (2)
- 2024-2025:  Omonia (7)